# Trójkątny Schron
Trójkątny Schron – jaskinia, a właściwie schronisko, w Dolinie Kościeliskiej w Tatrach Zachodnich. Wejście do niej znajduje się w Wąwozie Kraków, w skałkach pod Upłazkową Turnią, na wysokości 1240 metrów n.p.m. Jaskinia jest pozioma, a jej długość  wynosi 7,5 metrów.

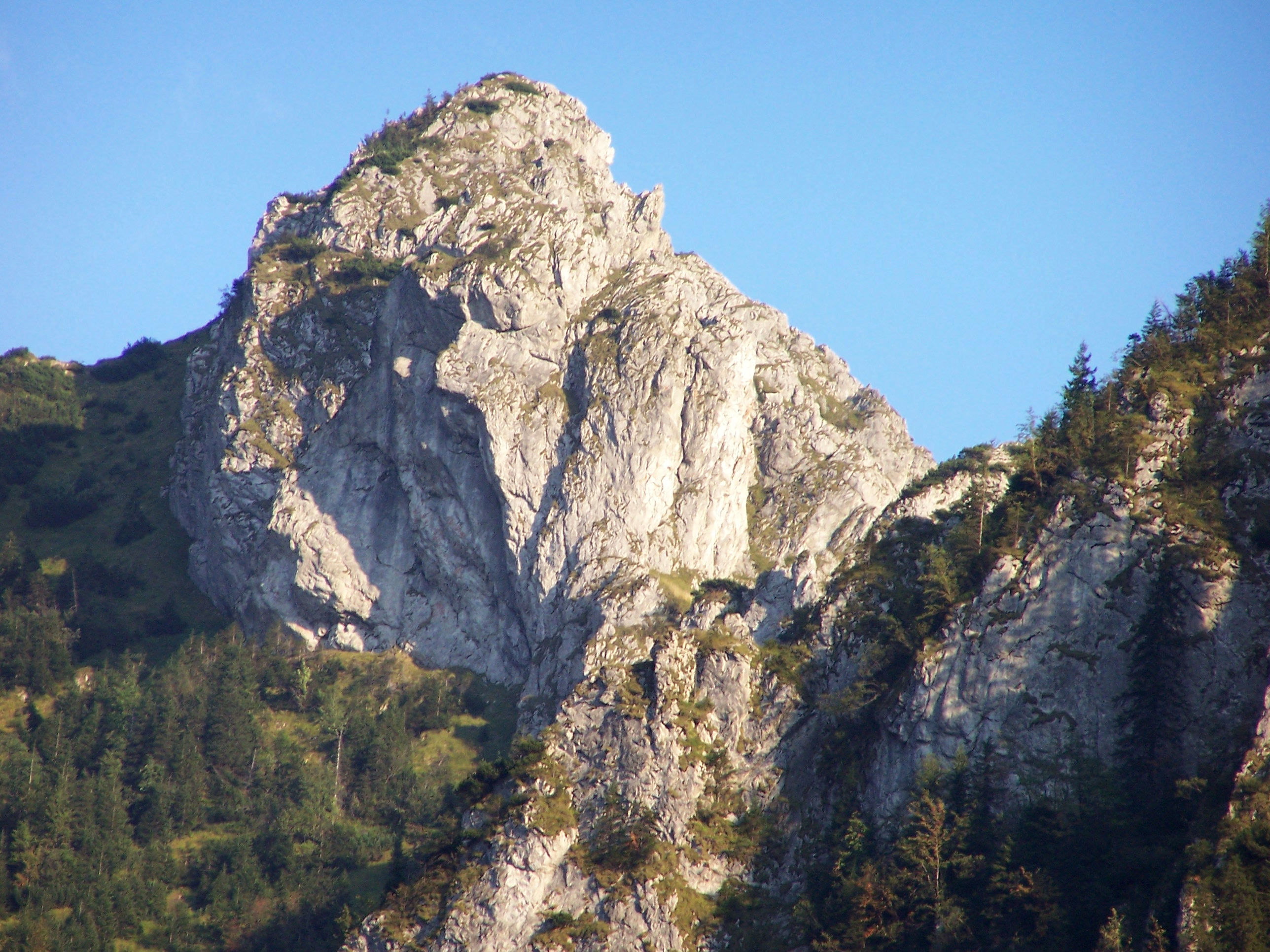
Upłazkowa Turnia

## Opis jaskini
Jaskinię tworzy obszerna sala, do której prowadzi duży otwór wejściowy. Odchodzą od niej dwa krótkie korytarzyki: 1,5-metrowy wąski i 3-metrowy trochę szerszy.

## Przyroda
W jaskini można spotkać nacieki grzybkowe. Ściany są wilgotne, brak jest na nich roślinności. 

## Historia odkryć
Pierwszą wzmiankę o jaskini opublikował Z. Wójcik w 1966 roku. Jej plan i opis sporządzili R. i M. Kardaś, T. Ostrowski oraz E. Sobiepanek-Krzyżanowska w 1977 roku.